# Matinta-Pereira

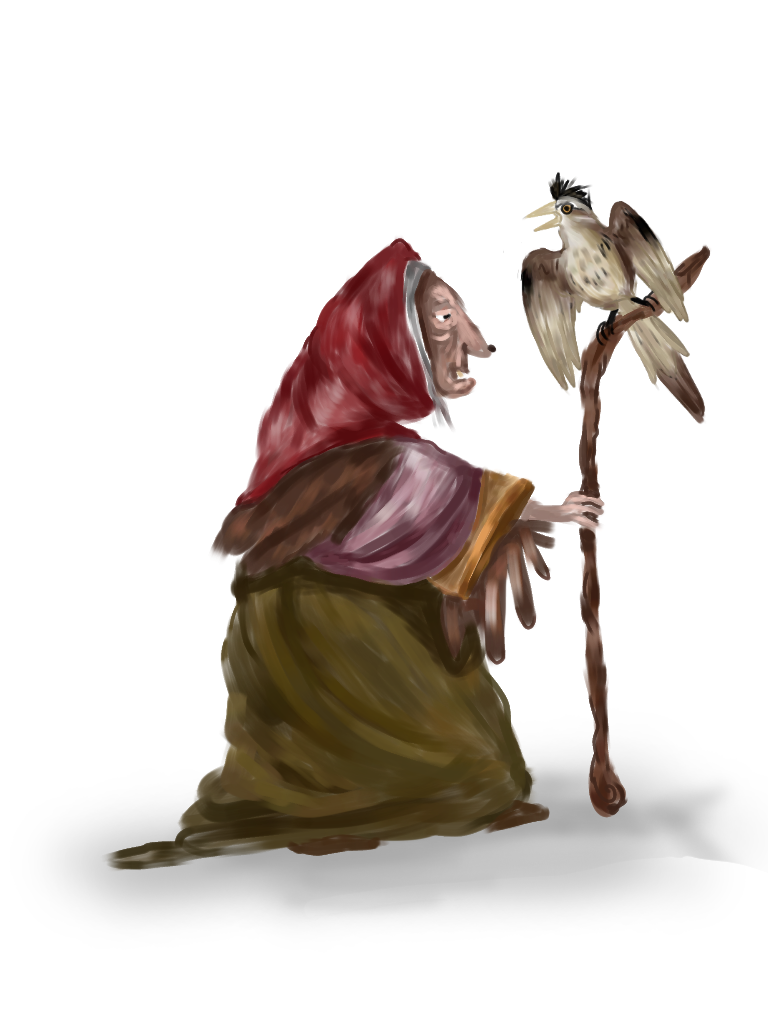
Figura folclórica Matinta-Pereira ao lado da espécie de ave saci (Tapera naevia), que também é chamada de "matinta-Pereira" e geralmente associada à lenda.

Matinta-Pereira, às vezes, também grafado Matinta-Perera, é uma personagem do folclore brasileiro, mais precisamente na Região Norte do país. Trata-se de uma bruxa velha que à noite se transforma em um pássaro agourento que pousa sobre os muros e telhados das casas e se põe a assobiar, e só para quando o morador, já muito enfurecido pelo estridente assobio, promete a ela algo para que pare (geralmente tabaco, mas também pode ser café, cachaça ou peixe). Assim, a Matinta para e voa, e no dia seguinte vai até a casa do morador perturbado para cobrar o combinado. Caso o prometido seja negado, uma desgraça acontece na casa do que fez a promessa não cumprida.

## Antecedentes da lenda

### Origem
Apesar de ter origem nas lendas indígenas, não se sabe ao certo sua origem precisa, e muitos dizem que se trata de uma feiticeira que usa da magia para se transformar em Matinta. Os mais velhos diziam que a sina de transformação seria hereditária, ou seja passaria de mãe para filha. 
No caso de não haver herdeira para a sina matinta, a dona da maldição se esconde na floresta e espera que uma mulher passe por lá. Quando uma mulher finalmente passa, então ela pergunta: "quem quer?". Se a moça responder: "eu quero!" então ela se torna ainda naquela noite a Matinta-Pereira.

### Grafia
A grafia original abrasileirada, escrita em livros do século 19, como ocorre nos escritos de Frederico José de Santana Néri, é com "i" e hífen (Matinta-Pereira) e o uso "Perera", constante em livros mais recentes, é uma tentativa de reproduzir graficamente a fala popular ("linguagem matuta"), mas desaconselhável por não ser fiel à origem da lenda.
A questão da escrita e pronúncia ficam claras na citação dos Annaes da Bibliotheca Nacional do Rio de Janeiro de 1886-1887:
“O civilizado, que muitas vezes não entende a pronúncia do sertanejo, que é o mais perseguido por ele [Matinta] nas suas viagens, tem-lhe alterado o nome; já o fez Çacy-pererê, Saperê, Sererê, Sarerê, Siriri, Matim-taperê, e até já lhe deu um nome português: Matinta-Pereira (...)”
Segundo os escritos de Néri no século 19 (paraense cuja obra foi toda em francês, já que viveu em Paris), o nome da entidade mitológica é uma corruptela de matiî-taper-ê, termo de uma das línguas indígenas do Pará que significa “o pequenino propenso às ruínas”, no sentido de malfazeres, que foi ao longo do tempo reproduzido oralmente como Maty-Taperê para então virar o Matinta-Pereira da escrita. Noutras regiões do Brasil, a entidade recebe outros nomes, como Sacy tapererê no Sul e Sudeste e Caipora (centro-leste do país).

## Versões
Nas cidades amazônicas existem duas versões para a lenda da Matinta, a primeira é que ela se transforma em uma coruja rasga-mortalha ou num corvo, outra versão diz que ela se veste de uma roupa preta que lhe cobre todo o corpo dando-lhe nos braços uma espécie de asa para que possa planar sobre as casas.

## Armadilha
Há quem diga que existe um jeito de prender a Matinta e os materiais são simples: uma tesoura, uma chave comum, um rosário bento e uma vassoura virgem. A chave deve ser enterrada e a tesoura fincada em cima do local, o rosário se põe por cima da tesoura. Toda Matinta que passar por ali ficará presa, mas depois que ela for libertada deve-se varrer o local com a vassoura para que a sina não se espalhe. Outra versão diz que ela não pode ouvir o nome de qualquer deus enquanto estiver transformada, pois se não o feitiço acaba, já que, sendo uma bruxa, não tem uma religião.

## Cancioneiro popular
O repentista Teobaldo Patacho, mestre do cancioneiro popular paraense, transforma em versão da canção "Paixão Cabeluda" (Do álbum "Pára no Pará", de 1987) a lenda regional do casamento atribulado entre a atormentada Matinta e o deslizante Boto. Segundo as versões mais populares, a união foi desfeita pelo boto, por não aturar o cheiro de cachaça e de fumo com que a esposa chegava em casa todas as noites, mas também é comum se encontrar versões relegando à jovem Matinta o fim das núpcias, dado que o Boto era muito afeito a procurar jovens donzelas à beira do Rio Guamá.

## Carnaval
No ano de 2015, a lenda foi mencionada no enredo da São Clemente, "A Incrível História do Homem que Só Tinha Medo da Matinta-Pereira, da Tocandira e da Onça Pé de Boi", uma homenagem ao carnavalesco Fernando Pamplona.

## Na música
Aparece em uma peça das "Lendas Amazônicas" de Waldemar Henrique
Matinta é descrita na letra da música "Matinta", da banda brasileira Armahda. 
É citada em "Águas de Março" de Tom Jobim.